# Ligne de tramway P (TELB)
Pour les articles homonymes, voir Ligne P.
La ligne P est une ancienne ligne du tramway de Lille.

## Histoire
La tracé circulaire de la ligne P passait par les boulevards de la Liberté, Vauban, Bigo-Danel, Montebello, Victor-Hugo, des Écoles (actuellement Jean-Baptiste-Lebas). 
Contrairement aux autres lignes, elle ne desservait ni la gare, ni la grand-place, ni aucun quartier périphérique. Son trafic était très faible et elle fut est supprimée en 1938.